# Bulgarie aux Jeux olympiques de la jeunesse d'hiver de 2012
La Bulgarie a participé aux Jeux olympiques de la jeunesse d'hiver de 2012 à Innsbruck en Autriche du 13 au 22 janvier 2012. L'équipe bulgare était composée de 11 athlètes dans 6 sports. 

## Résultats

### Ski alpin
La Bulgarie a qualifié un homme et une femme en ski alpin.
Homme
| Athlète       | Épreuve      | Finale          | Finale          | Finale          | Finale          |
| Athlète       | Épreuve      | Manche 1        | Manche 2        | Total           | Rang            |
| ------------- | ------------ | --------------- | --------------- | --------------- | --------------- |
| Georgi Nushev | Slalom       | 42 s 13         | 42 s 01         | 1 min 24 s 14   | 16              |
| Georgi Nushev | Slalom géant | N'a pas terminé | N'a pas terminé | N'a pas terminé | N'a pas terminé |
| Georgi Nushev | Super-G      |                 |                 | 1 min 09 s 11   | 29              |
| Georgi Nushev | Combiné      | 1 min 06 s 78   | 39 s 50         | 1 min 46 s 28   | 19              |

Femme
| Athlète           | Épreuve      | Finale          | Finale          | Finale          | Finale          |
| Athlète           | Épreuve      | Manche 1        | Manche 2        | Total           | Rang            |
| ----------------- | ------------ | --------------- | --------------- | --------------- | --------------- |
| Aleksandra Popova | Slalom       | N'a pas terminé | N'a pas terminé | N'a pas terminé | N'a pas terminé |
| Aleksandra Popova | Slalom géant | 1 min 00 s 62   | 1 min 00 s 82   | 2 min 01 s 44   | 19              |
| Aleksandra Popova | Super-G      |                 |                 | 1 min 11 s 92   | 25              |
| Aleksandra Popova | Combiné      | 1 min 11 s 34   | 41 s 13         | 1 min 52 s 47   | 23              |

### Biathlon
La Bulgarie a qualifié une équipe complète de deux hommes et deux femmes.
Hommes
| Athlète            | Épreuve   | Finale        | Finale  | Finale |
| Athlète            | Épreuve   | Temps         | Manqués | Rang   |
| ------------------ | --------- | ------------- | ------- | ------ |
| Radi Palevski      | Sprint    | 22 min 23 s 9 | 3       | 34     |
| Radi Palevski      | Poursuite | 33 min 19 s 6 | 3       | 26     |
| Denislav Shehtanov | Sprint    | 22 min 49 s 1 | 4       | 42     |
| Denislav Shehtanov | Poursuite | 36 min 02 s 8 | 9       | 39     |

Femmes
| Athlète           | Épreuve   | Finale        | Finale  | Finale |
| Athlète           | Épreuve   | Temps         | Manqués | Rang   |
| ----------------- | --------- | ------------- | ------- | ------ |
| Mariela Georgieva | Sprint    | 21 min 48 s 0 | 5       | 40     |
| Mariela Georgieva | Poursuite | 36 min 30 s 4 | 5       | 37     |
| Daniela Kadeva    | Sprint    | 21 min 19 s 7 | 2       | 38     |
| Daniela Kadeva    | Poursuite | 37 min 26 s 1 | 5       | 42     |

Mixte
| Athlète                                                           | Épreuve                           | Finale            | Finale  | Finale |
| Athlète                                                           | Épreuve                           | Temps             | Manqués | Rang   |
| ----------------------------------------------------------------- | --------------------------------- | ----------------- | ------- | ------ |
| Daniela Kadeva Mariela Georgieva Radi Palevski Denislav Shehtanov | Relais mixte                      | 1 h 20 min 19 s 6 | 1+8     | 15     |
| Mariela Georgieva Kameliya Ilieva Radi Palevski Simeon Deyanov    | Relais mixte ski de fond/biathlon | 1 h 14 min 00 s 5 | 4+11    | 20     |

### Ski de fond
La Bulgarie a qualifié un homme et une femme.
Homme
| Athlète        | Épreuve      | Finale        | Finale |
| Athlète        | Épreuve      | Temps         | Rang   |
| -------------- | ------------ | ------------- | ------ |
| Simeon Deyanov | 10 km hommes | 31 min 35 s 7 | 19     |

Femme
| Athlète         | Épreuve     | Finale          | Finale          |
| Athlète         | Épreuve     | Temps           | Rang            |
| --------------- | ----------- | --------------- | --------------- |
| Kameliya Ilieva | 5 km femmes | N'a pas terminé | N'a pas terminé |

Sprint
| Athlète         | Épreuve       | Qualification | Qualification | Quart de finale | Quart de finale | Demi-finale  | Demi-finale  | Finale       | Finale       |
| Athlète         | Épreuve       | Total         | Rang          | Total           | Rang            | Total        | Rang         | Total        | Rang         |
| --------------- | ------------- | ------------- | ------------- | --------------- | --------------- | ------------ | ------------ | ------------ | ------------ |
| Simeon Deyanov  | Sprint hommes | 1 min 46 s 96 | 14 Q          | 1 min 50 s 9    | 3               | Non qualifié | Non qualifié | Non qualifié | Non qualifié |
| Kameliya Ilieva | Sprint hommes | 2 min 16 s 65 | 36            | Non qualifié    | Non qualifié    | Non qualifié | Non qualifié | Non qualifié | Non qualifié |

Mixte
| Athlète                                                        | Épreuve                           | Finale            | Finale  | Finale |
| Athlète                                                        | Épreuve                           | Temps             | Manqués | Rang   |
| -------------------------------------------------------------- | --------------------------------- | ----------------- | ------- | ------ |
| Mariela Georgieva Kameliya Ilieva Radi Palevski Simeon Deyanov | Relais mixte ski de fond/biathlon | 1 h 14 min 00 s 5 | 4+11    | 20     |

### Luge
La Bulgarie a qualifié un homme.
Homme
| Athlète               | Épreuve       | Finale   | Finale   | Finale         | Finale |
| Athlète               | Épreuve       | Manche 1 | Manche 2 | Total          | Rang   |
| --------------------- | ------------- | -------- | -------- | -------------- | ------ |
| Aleksandar Poibrenski | Simple hommes | 41 s 275 | 41 s 153 | 1 min 22 s 428 | 21     |

### Saut à ski
La Bulgarie a qualifié un homme.
Homme
| Athlète        | Épreuve           | 1er saut | 1er saut | 2e saut  | 2e saut | Total  | Total |
| Athlète        | Épreuve           | Distance | Points   | Distance | Points  | Points | Rang  |
| -------------- | ----------------- | -------- | -------- | -------- | ------- | ------ | ----- |
| Deyan Funtarov | Individuel hommes | 52,5 m   | 63,3     | 66,0 m   | 103,2   | 166,5  | 21    |

### Snowboard
La Bulgarie a qualifié un homme.
Homme
| Athlète         | Épreuve           | Qualification | Qualification | Qualification | Demi-finale | Demi-finale | Demi-finale | Finale   | Finale   | Finale |
| Athlète         | Épreuve           | Manche 1      | Manche 2      | Rang          | Manche 1    | Manche 2    | Rang        | Manche 1 | Manche 2 | Rang   |
| --------------- | ----------------- | ------------- | ------------- | ------------- | ----------- | ----------- | ----------- | -------- | -------- | ------ |
| Georgi Mihaylov | Slopestyle hommes | 50,25         | 65,00         | 8 Q           |             |             |             | 47,50    | 48,25    | 13     |